# Chrustenická šachta
Železnorudný důl Chrustenice neboli Chrustenická šachta je veřejně přístupná expozice železnorudného dolu. Nachází se v obci Chrustenice v okrese Beroun ve Středočeském kraji. Důl byl v provozu od roku 1861 do roku 1965. Hlavními těženými minerály byly siderit a chamosit, méně hematit a magnetit. Železná ruda zde obsahovala až 40 % železa.

## Obecně

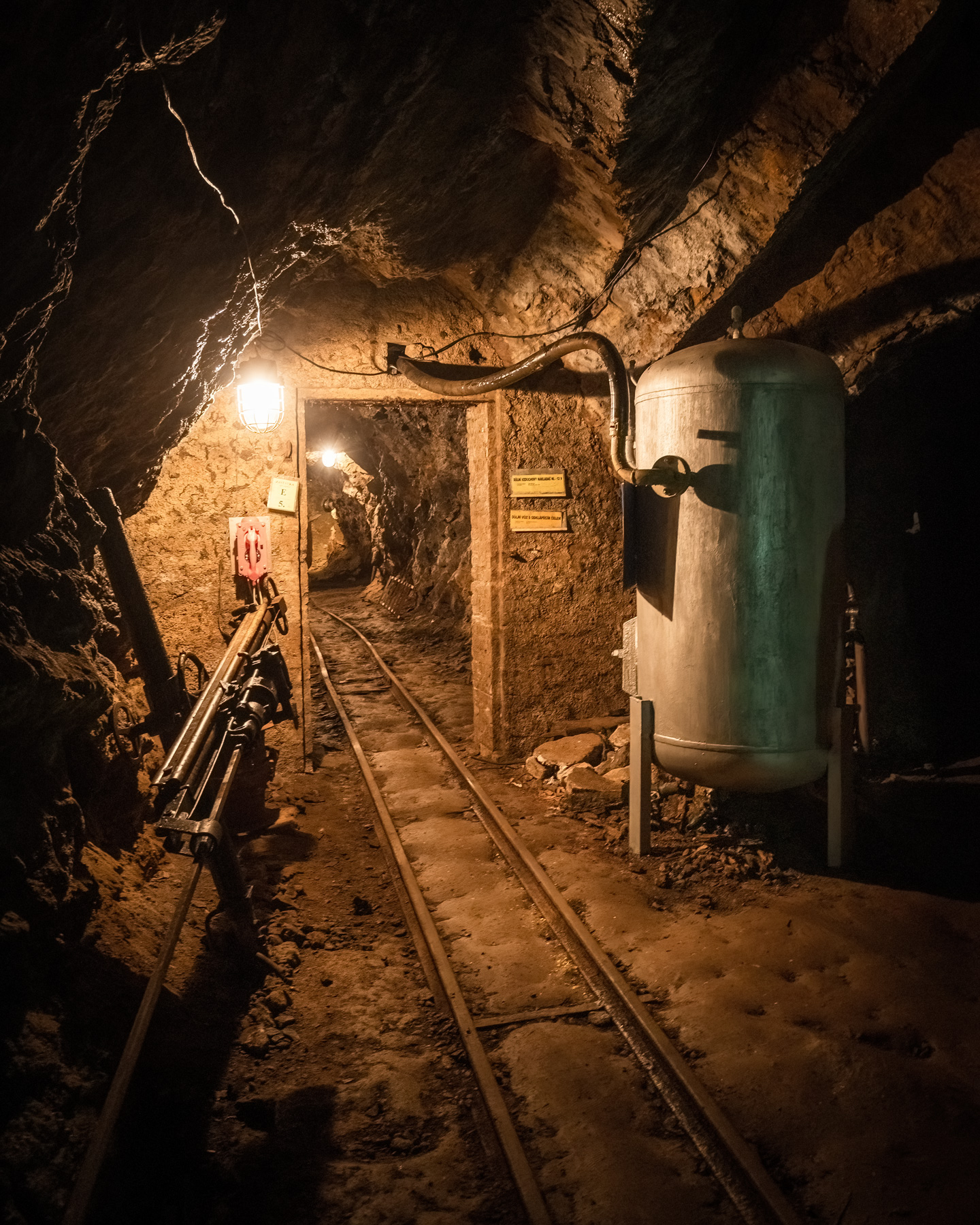
Chodba ve zpřístupněné části dolu

Ve své době patřil chrustenický železnorudný důl k největším a nejvýznamnější dolům v oblasti Barrandienu. Důl měl celkem 84 podzemních pater, která dosahovala až do hloubky 426 m, což je 120 metrů pod hladinou moře. V dole se v roce 1921 začaly na návrh Ing. Ladislava Hofticha razit dvě unikátní šikmé těžní jámy o sklonu 14 stupňů, které otevírají ložisko od strojovny dolu z roku 1926 z 8. podzemního patra až na 72. patro. I. vlečná jáma sahá až na 48. patro, do hloubky 240 m, a je dlouhá 974 m, II. vlečná jáma dnes již hluboko pod vodou sahá na 72. patro, o 138 m hlouběji, a je dlouhá 585 m. Dalších pomocných svážných jam bylo v dole 36 a zasahovaly až na 84. patro. Ve strojovně I. vlečné jámy se nacházel unikátní těžní stroj od firmy POHLIG, který sloužil k pohonu nekonečného těžního lana, dopravě horníků až na 48. patro a navíc poháněl řetězovou dráhu ve vstupní chodbě. Takováto podobná zařízení, ale mnohem menší, byla postavena v Berchtesgadenu v Německu a v solném dolu u Salcburku v Rakousku, po skončení těžby bylo toto strojní zařízení celé sešrotováno, jako většina kovových strojů a nástrojů tohoto dolu. 
V dole pracovalo cca 300 horníků, denní směna dobývala rudu, noční směna se starala o údržbu a odčerpávání vody. První průzkumné chodby se sekaly želízkem a mlátkem, později se používal střelný prach. Za 104 let se v dole vytěžilo celkem 7 771 709 tun rudy. Ruda se zpracovávala na místě pražením v pražicích pecích. Po vypražení a třídění se ruda odesílala lanovou dráhou na nádraží v Loděnici, odkud se odvážela vlakem do železáren k dalšímu zpracování. Dodnes se jedné části Loděnice říká Pod lanovkou.
Dnes je veřejnosti přístupná jen velmi malá část dolu – úvodní štola, strojovna první vlečné jámy a 8. patro. Většinu důlních chodeb totiž zaplavila voda poté, co bylo na povrchu postaveno těleso dálnice D5 z Prahy do Plzně. V několika stovkách metrů zpřístupněných chodeb je shromážděna řada exponátů. Je možné zhlédnout stáj pro důlní koně, odpočívárnu, prostory strojovny se šikmou těžní jámou, sklad střeliva aj. Velkou atrakcí je jízda důlním vlakem ve speciálních vozících, kterým se říká Pullman, ve kterých se kdysi přepravovali i samotní horníci.
Zaplavený důl používali potápěči k výcviku v hloubkovém potápění.

## Historie dolu
- 1861: počátek průzkumu rudy v Chrustenicích, do svahu nad obcí byly vyraženy tři štoly
- 1905: počátek těžby[3]
- 1907: dnešní 8. patro připraveno pro budoucí těžbu, jsou vyražena patra nad tímto patrem, začaly se stavět provozní budovy
- 1908: 16. února byla zahájena hlubinná těžba, postaveny pražicí pece
- 1909: zahájen provoz lanovky, vyhloubena první šikmá těžní jáma s úklonem 45°, dopravu vytěženého materiálu zabezpečovali koně
- 1912: celkem 34 pražicích pecí
- 1921: ražení další těžní jámy; její úklon byl 14°, měřila 974 m.
- 1924–1940: těžba dosahuje maxima, v roce 1929 bylo vytěženo 281 000 tun
- 1928: vybudována tzv. „nová štola“, která nahradila „starou štolu“ z roku 1908 jako hlavní vstupní chodba do dolu
- 1937: dosáhlo se nejhlubšího, 80. patra
- 1945: důl znárodněn
- 1953: vytěženo 139 000 tun, pak už těžba stagnuje
- 1957: zastaveno pražení v pecích
- 1965: 23. června v 11 hodin byla ukončena těžba
- 1995: 23. června byl důl otevřen pro veřejnost

## Šachta ve filmu
V prostorách dolu se natáčely filmy z hornického prostředí:
- epizody televizního seriálu Zdivočelá země
- film Bumerang
- televizní seriál Motel Anathema
- natáčení videoklipu k písni „Diamonds from Sierra Leone“ amerického zpěváka Kanyeho Westa
- Čertí brko režiséra Marka Najbrta (2017)[4][5]

## Přístup
Historické podzemí je pro veřejnost otevřeno v návštěvních hodinách od července do září.

## Galerie

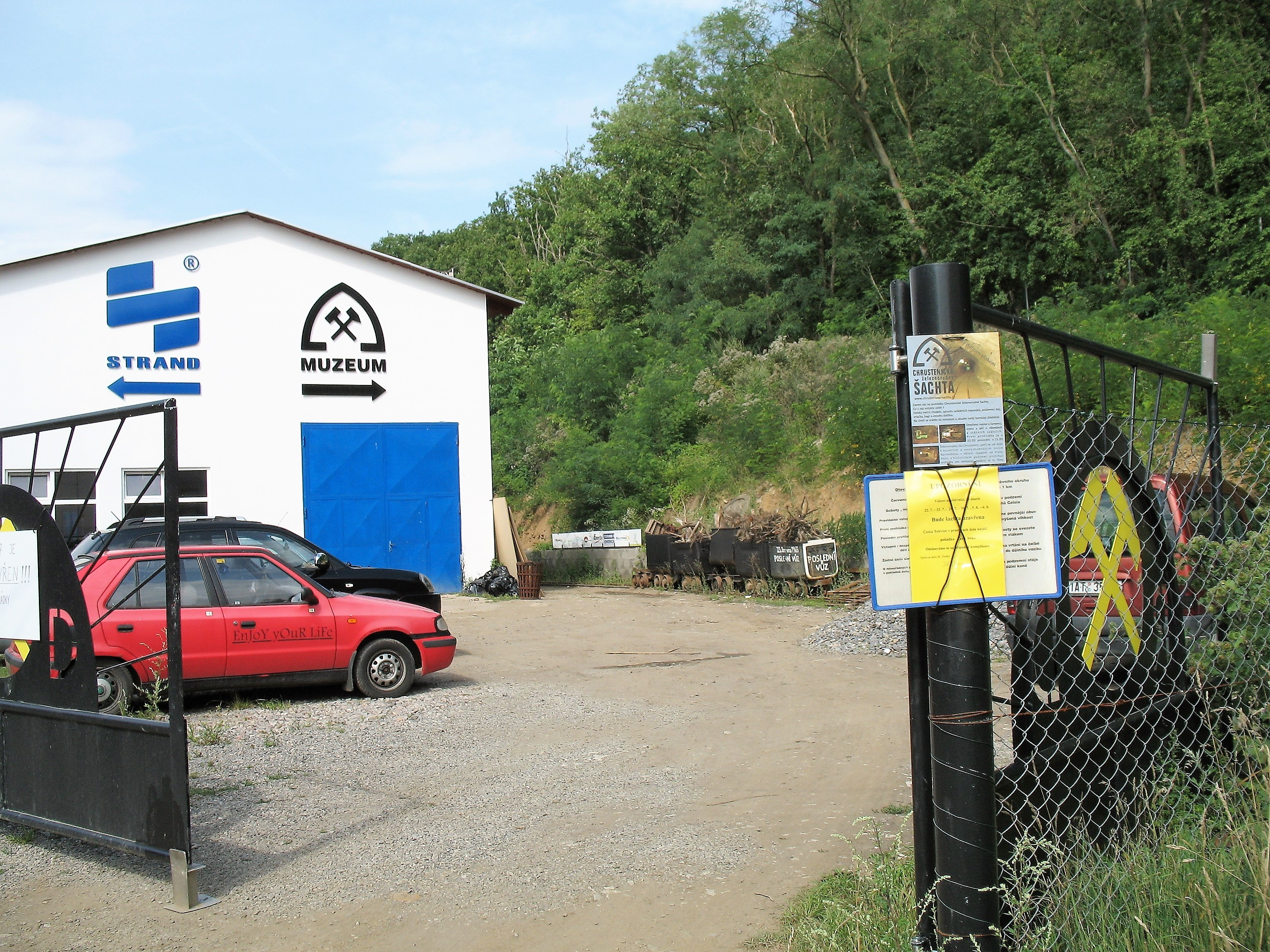
Vstup do areálu
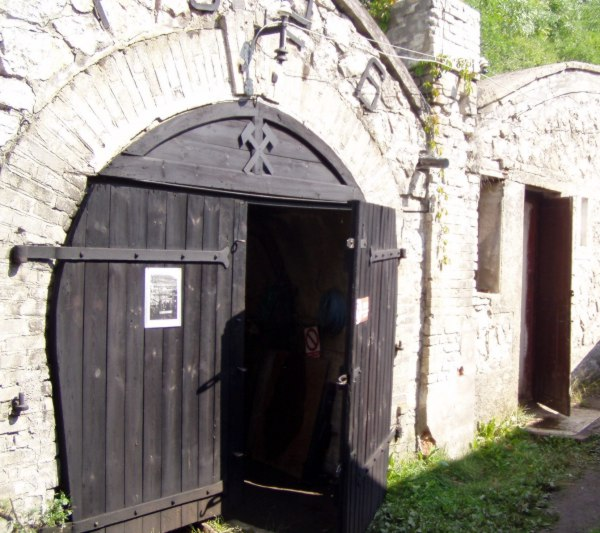
Vstupní štola
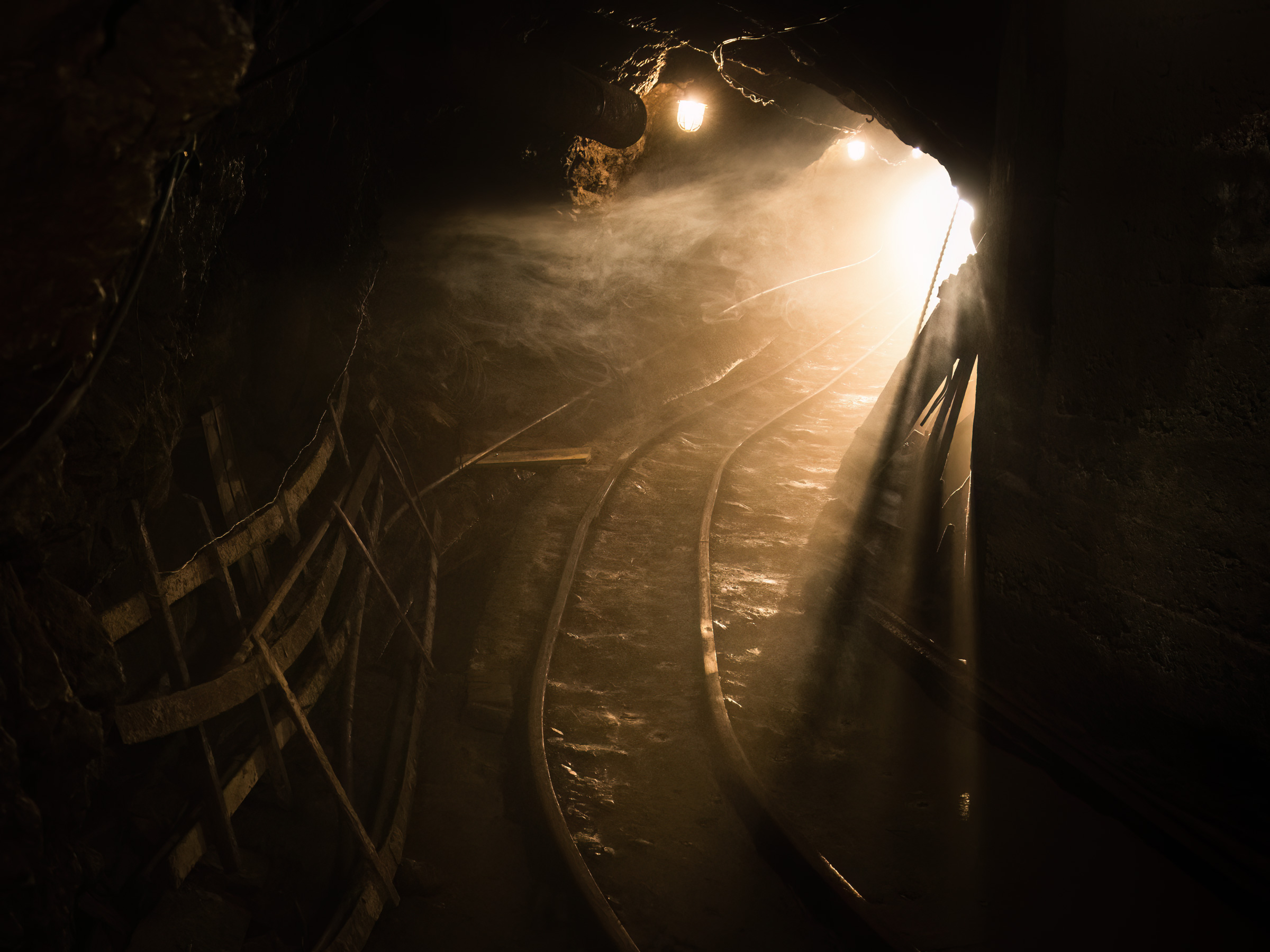
Chodba s důlní dráhou
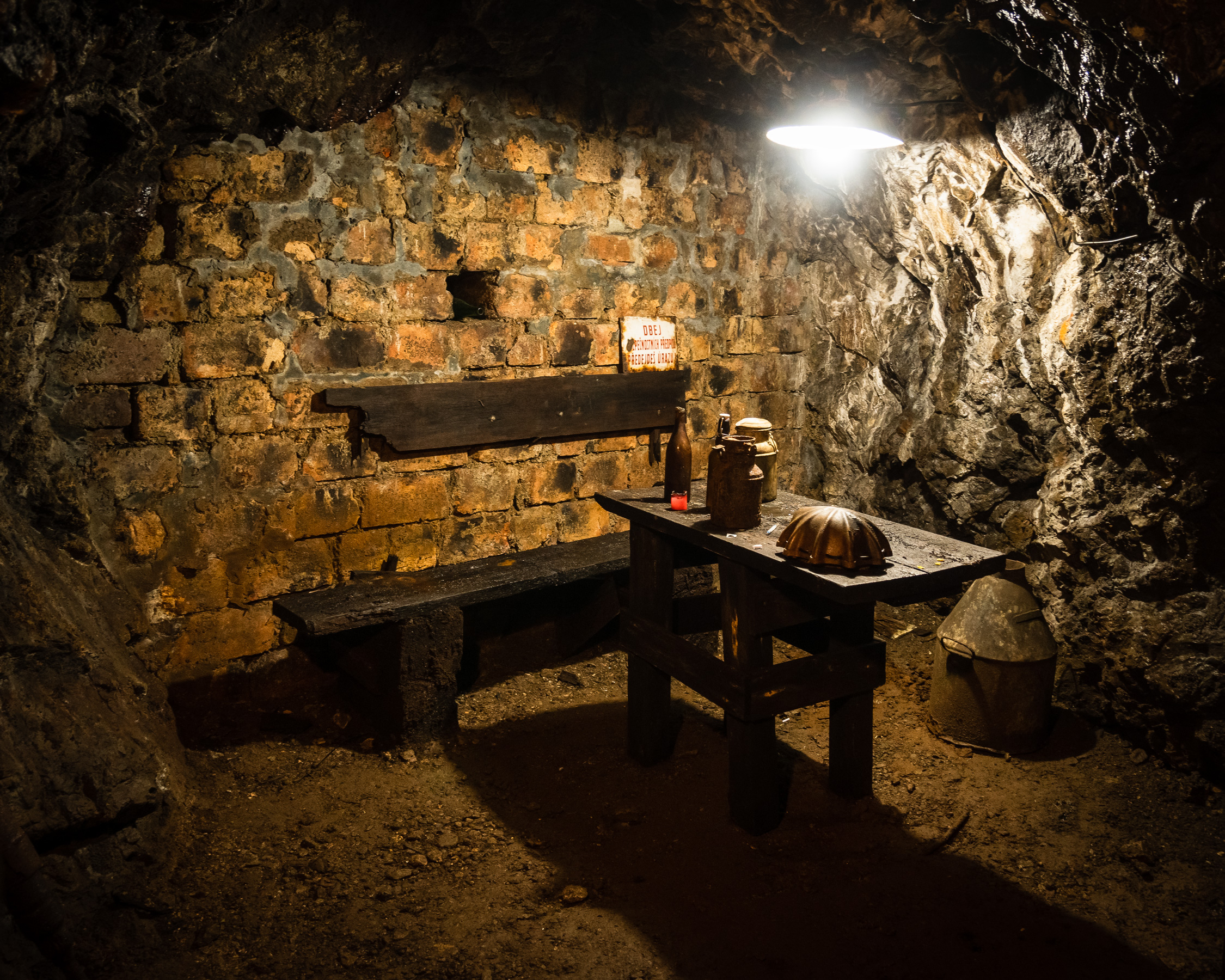
Výstava exponátů v podzemí